# Służewo (gromada)
Służewo – dawna gromada, czyli najmniejsza jednostka podziału terytorialnego Polskiej Rzeczypospolitej Ludowej w latach 1954–1972.
Gromady, z gromadzkimi radami narodowymi (GRN) jako organami władzy najniższego stopnia na wsi, funkcjonowały od reformy reorganizującej administrację wiejską przeprowadzonej jesienią 1954 do momentu ich zniesienia z dniem 1 stycznia 1973, tym samym wypierając organizację gminną w latach 1954–1972.
Gromadę Służewo z siedzibą GRN w Służewie utworzono – jako jedną z 8759 gromad na obszarze Polski – w powiecie aleksandrowskim w woj. bydgoskim, na mocy uchwały nr 24/1 WRN w Bydgoszczy z dnia 5 października 1954. W skład jednostki weszły obszary dotychczasowych gromad Broniszewo, Chrósty, Goszczewo, Podgaj, Przybranowo, Rudunki (bez półenklawy wciskającej się w granice miasta Aleksandrowa Kujawskiego), Rożen, Służewo i Wólka ze zniesionej gminy Służewo w tymże powiecie. Dla gromady ustalono 27 członków gromadzkiej rady narodowej.
1 stycznia 1969 z gromady Służewo wyłączono grunty o powierzchni ogólnej 30,73 ha, włączając je do miasta Aleksandrowa Kujawskiego w tymże powiecie; do gromady Służewo włączono natomiast sołectwa Poczałkowo i Przybranówek ze zniesionej gromady Straszewo w tymże powiecie.
1 stycznia 1972 gromadę Służewo połączono z gromadami Opoki i Ośno, tworząc z ich obszarów gromadę Służewo z siedzibą Gromadzkiej Rady Narodowej w Służewie w tymże powiecie (de facto gromady Opoki i Ośno zniesiono, włączając ich obszary do gromady Służewo).
Gromada przetrwała do końca 1972 roku, czyli do kolejnej reformy gminnej. 1 stycznia 1973 w powiecie aleksandrowskim reaktywowano gminę Służewo.